# 6 Horas de Silverstone 2012
Las 6 Horas de Silverstone 2012 fue un evento de carreras deportivas de resistencia celebrado en el Circuito de Silverstone cerca de Silverstone, Inglaterra los días 24 a 26 de agosto de 2012. El evento fue la cuarta ronda del Campeonato Mundial de Resistencia 2012. Audi ganó el Campeonato Mundial de Constructores LMP1 al conseguir la victoria.

## Clasificación
Los ganadores de las poles en cada clase están marcados en negrita.
| Pos | Clase   | Equipo                      | Piloto               | Tiempo   | Grilla |
| --- | ------- | --------------------------- | -------------------- | -------- | ------ |
| 1   | LMP1    | #1 Audi Sport Team Joest    | Benoît Tréluyer      | 1:43.663 | 1      |
| 2   | LMP1    | #2 Audi Sport Team Joest    | Allan McNish         | 1:43.673 | 2      |
| 3   | LMP1    | #7 Toyota Racing            | Nicolas Lapierre     | 1:44.441 | 3      |
| 4   | LMP1    | #21 Strakka Racing          | Danny Watts          | 1:46.160 | 4      |
| 5   | LMP1    | #12 Rebellion Racing        | Neel Jani            | 1:46.207 | 5      |
| 6   | LMP1    | #13 Rebellion Racing        | Andrea Belicchi      | 1:46.234 | 6      |
| 7   | LMP1    | #22 JRM                     | Karun Chandhok       | 1:46.758 | 7      |
| 8   | LMP2    | #42 Greaves Motorsport      | Alex Brundle         | 1:49.964 | 8      |
| 9   | LMP2    | #44 Starworks Motorsport    | Stéphane Sarrazin    | 1:49.997 | 9      |
| 10  | LMP2    | #25 ADR-Delta               | John Martin          | 1:50.129 | 10     |
| 11  | LMP2    | #38 JOTA                    | Nicolas Minassian    | 1:50.165 | 11     |
| 12  | LMP2    | #48 Murphy Prototypes       | Brendon Hartley      | 1:50.250 | 12     |
| 13  | LMP2    | #23 Signatech-Nissan        | Franck Mailleux      | 1:50.624 | 13     |
| 14  | LMP2    | #32 Lotus                   | James Rossiter       | 1:50.688 | —      |
| 15  | LMP2    | #49 PeCom Racing            | Pierre Kaffer        | 1:50.775 | 14     |
| 16  | LMP2    | #35 OAK Racing              | Bertrand Baguette    | 1:50.851 | 15     |
| 17  | LMP2    | #30 Status GP               | Alexander Sims       | 1:50.919 | 16     |
| 18  | LMP2    | #41 Greaves Motorsport      | Elton Julian         | 1:50.993 | 17     |
| 19  | LMP2    | #24 OAK Racing              | Matthieu Lahaye      | 1:51.283 | 18     |
| 20  | LMP2    | #26 Signatech-Nissan        | Pierre Ragues        | 1:51.942 | 19     |
| 21  | LMP2    | #31 Lotus                   | Thomas Holzer        | 1:53.349 | 20     |
| 22  | LMP2    | #29 Gulf Racing Middle East | Fabien Giroix        | 1:54.476 | 21     |
| 23  | GTE Pro | #77 Team Felbermayr-Proton  | Richard Lietz        | 2:09.564 | 22     |
| 24  | GTE Pro | #66 JMW Motorsport          | James Walker         | 2:10.018 | 23     |
| 25  | GTE Pro | #51 AF Corse                | Gianmaria Bruni      | 2:10.481 | 24     |
| 26  | GTE Am  | #98 Aston Martin Racing     | Stuart Hall          | 2:12.525 | 25     |
| 27  | GTE Am  | #88 Team Felbermayr-Proton  | Paolo Ruberti        | 2:12.965 | 26     |
| 28  | GTE Pro | #97 Aston Martin Racing     | Stefan Mücke         | 2:14.150 | 27     |
| 29  | GTE Pro | #71 AF Corse                | Andrea Bertolini     | 2:15.153 | 28     |
| 30  | GTE Am  | #61 AF Corse-Waltrip        | Marco Cioci          | 2:15.491 | 29     |
| 31  | GTE Am  | #57 Krohn Racing            | Michele Rugolo       | 2:15.608 | 30     |
| 32  | GTE Am  | #55 JWA-Avila               | Joël Camathias       | 2:16.466 | 31     |
| 33  | GTE Am  | #99 Aston Martin Racing     | Jonathan Adam        | 2:16.717 | 32     |
| 34  | GTE Am  | #50 Larbre Compétition      | Fernando Rees        | 2:16.907 | 33     |
| 35  | GTE Am  | #70 Larbre Compétition      | Jean-Philippe Belloc | 2:17.261 | 34     |

## Carrera
Resultados por clase
| Pos. general | Pos. clase | Clase     | N.°  | Escudería               | Pilotos                                                      | Automóvil                 | Vueltas | Tiempo/Retirado | Campeonato | Campeonato |
| Pos. general | Pos. clase | Clase     | N.°  | Escudería               | Pilotos                                                      | Automóvil                 | Vueltas | Tiempo/Retirado | Pos.       | Puntos     |
| LMP1         | LMP1       | LMP1      | LMP1 | LMP1                    | LMP1                                                         | LMP1                      | LMP1    | LMP1            | LMP1       | LMP1       |
| ------------ | ---------- | --------- | ---- | ----------------------- | ------------------------------------------------------------ | ------------------------- | ------- | --------------- | ---------- | ---------- |
| 1            | 1          | LMP1      | 1    | Audi Sport Team Joest   | Marcel Fässler André Lotterer Benoît Tréluyer                | Audi R18 e-tron quattro   | 194     | 6:00:39.594     | 1          | 25         |
| 2            | 2          | LMP1      | 7    | Toyota Racing           | Alexander Wurz Nicolas Lapierre Kazuki Nakajima              | Toyota TS030 Hybrid       | 194     | +55.675         | 2          | 18         |
| 3            | 3          | LMP1      | 2    | Audi Sport Team Joest   | Tom Kristensen Allan McNish                                  | Audi R18 ultra            | 194     | 1:14.427        | 3          | 15         |
| 4            | 4          | LMP1      | 13   | Rebellion Racing        | Andrea Belicchi Harold Primat                                | Lola B12/60 Coupé-Toyota  | 189     | +5 vueltas      | 4          | 12         |
| 5            | 5          | LMP1      | 21   | Strakka Racing          | Nick Leventis Danny Watts Jonny Kane                         | HPD ARX-03a-Honda         | 189     | +5 vueltas      | 5          | 10         |
| 6            | 6          | LMP1      | 12   | Rebellion Racing        | Nicolas Prost Neel Jani                                      | Lola B12/60 Coupé-Toyota  | 189     | +5 vueltas      | 6          | 8          |
| 7            | 7          | LMP1      | 22   | JRM                     | David Brabham Karun Chandhok Peter Dumbreck                  | HPD ARX-03a-Honda         | 187     | +7 vueltas      | 7          | 6          |
| LMP2         |            |           |      |                         |                                                              |                           |         |                 |            |            |
| 8            | 1          | LMP2      | 25   | ADR-Delta               | John Martin Jan Charouz Tor Graves                           | Oreca 03-Nissan           | 183     | 6:01:30.997     | 8          | 4          |
| 9            | 2          | LMP2      | 44   | Starworks Motorsport    | Enzo Potolicchio Ryan Dalziel Stéphane Sarrazin              | HPD ARX-03b-Honda         | 183     | +5.653          | 9          | 2          |
| 10           | 3          | LMP2      | 26   | Signatech-Nissan        | Nelson Panciatici Pierre Ragues Roman Rusinov                | Oreca 03-Nissan           | 183     | +24.637         | 10         | 1          |
| 11           | 4          | LMP2      | 49   | PeCom Racing            | Luis Pérez Companc Soheil Ayari Pierre Kaffer                | Oreca 03-Nissan           | 182     | +1 vuelta       | 11         | 0.5        |
| 12           | 5          | LMP2      | 42   | Greaves Motorsport      | Lucas Ordóñez Alex Brundle Martin Brundle                    | Zytek Z11SN-Nissan        | 182     | +1 vuelta       | 12         | 0.5        |
| 13           | 6          | LMP2      | 24   | OAK Racing              | Jacques Nicolet Matthieu Lahaye Olivier Pla                  | Morgan-Nissan             | 182     | +1 vuelta       | 13         | 0.5        |
| 14           | 7          | LMP2      | 38   | Jota                    | Simon Dolan Sam Hancock Nicolas Minassian                    | Zytek Z11SN-Nissan        | 182     | +1 vuelta       | —          | —          |
| 15           | 8          | LMP2      | 30   | Status Grand Prix       | Alexander Sims Maxime Jousse Julien Jousse                   | Lola B12/80 Coupé-Judd    | 181     | +2 vueltas      | —          | —          |
| 16           | 9          | LMP2      | 48   | Murphy Prototypes       | Jody Firth Warren Hughes Brendon Hartley                     | Oreca 03-Nissan           | 180     | +3 vueltas      | —          | —          |
| 17           | 10         | LMP2      | 35   | OAK Racing              | David Heinemeier Hansson Bertrand Baguette Dominik Kraihamer | Morgan-Nissan             | 176     | +7 vueltas      | 14         | 0.5        |
| 18           | 11         | LMP2      | 29   | Gulf Racing Middle East | Fabien Giroix Keiko Ihara Jean-Denis Délétraz                | Lola B12/80 Coupé-Nissan  | 176     | +7 vueltas      | 15         | 0.5        |
| 19           | 12         | LMP2      | 31   | Lotus                   | Thomas Holzer Mirco Schultis Christijan Albers               | Lola B12/80 Coupé-Lotus   | 174     | +9 vueltas      | 16         | 0.5        |
| 20           | 13         | LMP2      | 41   | Greaves Motorsport      | Christian Zugel Ricardo González Elton Julian                | Zytek Z11SN-Nissan        | 173     | +10 vueltas     | 17         | 0.5        |
| Ret          | Ret        | LMP2      | 23   | Signatech-Nissan        | Franck Mailleux Olivier Lombard Jordan Tresson               | Oreca 03-Nissan           | 135     | Retirado        | Ret        | Ret        |
| Ret          | Ret        | LMP2      | 32   | Lotus                   | Vitantonio Liuzzi James Rossiter Kevin Weeda                 | Lola B12/80 Coupé-Lotus   | 26      | Retirado        | Ret        | Ret        |
| LMGTE Pro    |            |           |      |                         |                                                              |                           |         |                 |            |            |
| Pos. general | Pos. clase | Clase     | N.°  | Escudería               | Pilotos                                                      | Automóvil                 | Vueltas | Tiempo/Retirado | Campeonato | Campeonato |
| Pos. general | Pos. clase | Clase     | N.°  | Escudería               | Pilotos                                                      | Automóvil                 | Vueltas | Tiempo/Retirado | Pos.       | Puntos     |
| 21           | 1          | LMGTE Pro | 51   | AF Corse                | Giancarlo Fisichella Gianmaria Bruni                         | Ferrari F458 Italia       | 171     | 6:02:23.742     | 18         | 0.5        |
| 22           | 2          | LMGTE Pro | 66   | JMW Motorsport          | James Walker Jonny Cocker                                    | Ferrari F458 Italia       | 169     | +2 vueltas      | —          | —          |
| 23           | 3          | LMGTE Pro | 97   | Aston Martin Racing     | Adrián Fernández Stefan Mücke Darren Turner                  | Aston Martin Vantage V8   | 169     | +2 vueltas      | 19         | 0.5        |
| 27           | 4          | LMGTE Pro | 77   | Team Felbermayr-Proton  | Marc Lieb Richard Lietz                                      | Porsche 911 RSR (997)     | 164     | +7 vueltas      | 23         | 0.5        |
| Ret          | Ret        | LMGTE Pro | 71   | AF Corse                | Andrea Bertolini Olivier Beretta                             | Ferrari F458 Italia       | 168     | Retirado        | Ret        | Ret        |
| LMGTE Am     |            |           |      |                         |                                                              |                           |         |                 |            |            |
| 24           | 1          | LMGTE Am  | 61   | AF Corse-Waltrip        | Piergiuseppe Perazzini Matt Griffin Marco Cioci              | Ferrari 458 Italia        | 166     | 6:01:01.045     | 20         | 0.5        |
| 25           | 2          | LMGTE Am  | 88   | Team Felbermayr-Proton  | Christian Ried Gianluca Roda Paolo Ruberti                   | Porsche 911 RSR (997)     | 166     | +1:27.393       | 21         | 0.5        |
| 26           | 3          | LMGTE Am  | 57   | Krohn Racing            | Tracy Krohn Niclas Jönsson Michele Rugolo                    | Ferrari F458 Italia       | 165     | +1 vuelta       | 22         | 0.5        |
| 28           | 4          | LMGTE Am  | 98   | Aston Martin Racing     | Roald Goethe Stuart Hall                                     | Aston Martin Vantage V8   | 163     | +3 vueltas      | 24         | 0.5        |
| 29           | 5          | LMGTE Am  | 70   | Larbre Compétition      | Jean-Philippe Belloc Christophe Bourret Pascal Gibon         | Chevrolet Corvette C6-ZR1 | 162     | +4 vueltas      | 25         | 0.5        |
| 30           | 6          | LMGTE Am  | 55   | JWA-Avila               | Joël Camathias Markus Palttala Paul Daniels                  | Porsche 911 RSR (997)     | 161     | +5 vueltas      | 26         | 0.5        |
| Ret          | Ret        | LMGTE Am  | 99   | Beechdean AMR           | Jonathan Adam Andrew Howard Paul White                       | Aston Martin Vantage      | 157     | Retirado        | Ret        | Ret        |
| EX           | EX         | LMGTE Am  | 50   | Larbre Compétition      | Patrick Bornhauser Julien Canal Fernando Rees                | Chevrolet Corvette C6-ZR1 | 166     | Excluido        | EX         | EX         |

Fuentes: FIA WEC.